# Космология легендариума Толкина
В космологии легендариума Дж. Р. Р. Толкина сочетаются черты христианской теологии и метафизики, мифологии (прежде всего германской), ранних космологических концепций (плоская Земля) и современных взглядов на Землю и Солнечную систему.
В основе космологии Толкина лежит чёткий дуализм духовного и материального. Айнур, нематериальные первозданные существа, обладают силой воображения, но создание физической реальности остаётся прерогативой верховного существа, Эру (Илуватара), который один владеет Тайным Пламенем. Материальная Вселенная, которая представляет собой физическое воплощение духовных видений Айнур, носит название Эа (Мир сущий, буквально «Да будет!» — слово, которым Эру дал бытие физической реальности).

## Основные понятия
- Чертоги Безвременья (англ. Timeless Halls) — место обитания Эру Илуватара и Айнур вне времени. Неизвестно, служат ли они последним пристанищем душ людей, однако такая вероятность существует. По крайней мере, в рассказе Аданэль говорится о том, что люди возвращаются к Эру, но этот текст не вошёл ни в одно из известных произведений Дж. Толкина.
  - Бездна (англ. Abyss) — нижние области Чертогов Безвременья Илуватара.

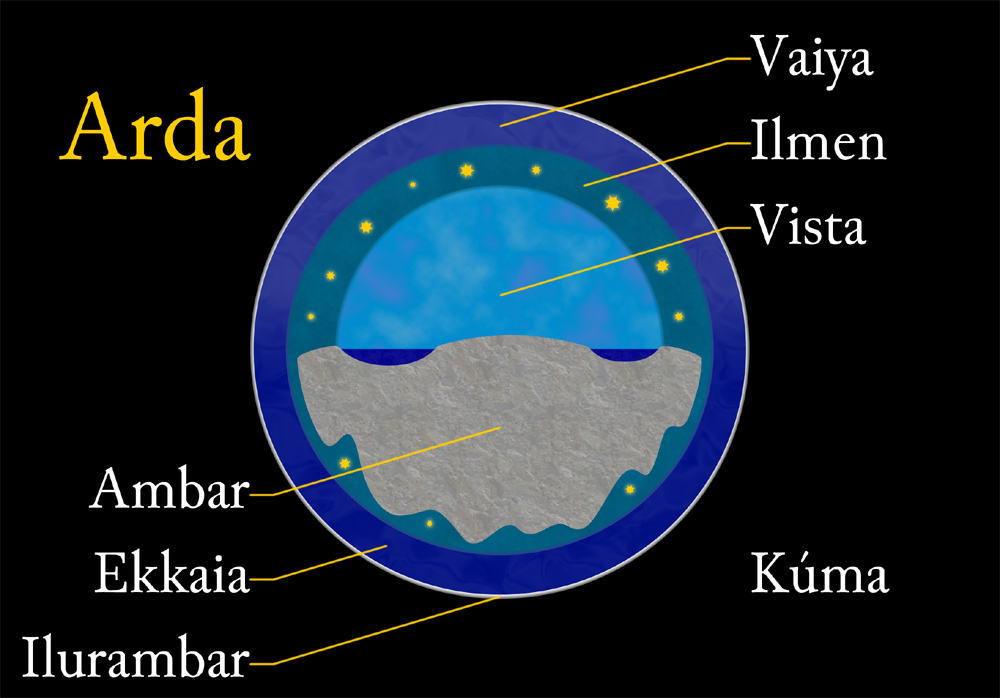
Схематическое представление одной из концепций Толкина, согласно которой Арда находится в Пустоте (Kúma). На схеме показан Окутывающий Океан (Ekkaia) и область чистого воздуха со звёздами (Ilmen), до создания Солнца и Луны.

- Пустота (англ. The Void), Авакума (Avakúma), Кума (Kúma), Внешняя Тьма (англ. The Outer Dark), Изначальная Тьма (англ. The Eldest Dark), Вечная Тьма (англ. The Everlasting Dark) — абстрактная необитаемая область («ничто»), расположенная за пределами Чертогов Безвременья, Арды и Эа. В Пустоту после Войны Гнева был изгнан Мелькор, однако легенды предсказывают его возвращение перед Дагор Дагорат — концом мира.
- Эа (кв. Ëa), (Вселенная) — слово, которым на квенья обозначается вселенная как манифестация Музыки Айнур. Происходит от слова на языке квенья со значением быть. Таким образом, Эа есть Мир Сущий как противоположность Не-Сущему. В связи с этим можно предположить, что за пределами Эа всё, включая Чертоги Безвременья и Пустоту, не имеет материальной формы. Айнур — ангелоподобные существа, обитающие в Чертогах Безвременья, — называли Эа «Малым Королевством». Это означает, что восприятию жителей Эа доступна лишь малая часть Творения. Эа — слово, которым Эру Илуватар начал бытие вселенной.
  - А́рда (кв. Arda), Илу (кв. Ilu) — мир, включающий Землю и небесные тела.
    - Вайя (кв. Vaiya), Эккайа (кв. Ekkaia), Окутывающий Океан (англ. The Enfolding Ocean), Окружное Море (англ. The Encircling Sea), (космос) — тёмное море, которое окружало мир до катаклизма конца Второй Эпохи. Когда мир был плоским, Вайя формировал водное море под ним и воздушное пространство над ним. Арда плывёт по Вайе, как корабль по морю. В Вайе, под самыми корнями Арды, обитает Ульмо, владыка вод. Вайя описывается как нечто невероятно холодное: там, где его воды сливаются с Белегаэром на северо-западе Средиземья, образовалась ледяная бездна — Хэлкараксэ. Вайя не может нести корабли (за исключением лодки Ульмо), корабли нуменорцев не могли плыть по нему и тонули. Завершая свой путь по Ильмену, Солнце погружалось в Эккайю на Заокраинном Западе, согревая её своим жаром, и слуги Улмо переправляли светило на восток под корнями мира. После того, как Арда стала круглой, Вайя слился с Вистой и превратился в верхние слои атмосферы и, возможно, космическое пространство.
    - Ильмен (кв. Ilmen), (Солнечная система) — область чистого воздуха, наполненная светом, существовавшая до катаклизма конца Второй эпохи. Именно по Ильмену вели свой ход Солнце и Луна, а также находились звёзды и все прочие небесные тела. По всей вероятности, Толкин произвёл это слово от финского ilma, что означает «воздух».
    - Виста (кв. Vista), атмосфера — сфера воздуха. После катаклизма конца Второй эпохи — сама атмосфера.
      - Фаньямар (кв. Fanyamar), экзосфера — слой атмосферы, где образуются облака.
      - Айвенорэ (кв. Aiwenóre), тропосфера — слой атмосферы, где летают птицы.

    - Имбар (кв. Imbar), Амбар (кв. Ambar) суша — фактически твердая суша земного шара. Единственный континент Имбара — Средиземье.
    - Эар (кв. Ëar), океан — моря Арды.

## Звёздное небо
Звёздное небо Арды напоминает небо, видимое с Земли, многие звёзды и созвездия имеют аналоги в реальном мире.
- Анаррима — «Край Солнца» (Пегас или Северная Корона)
- Валакирка — «Серп Валар», соответствует созвездию Ковш
  - Это созвездие было помещено Вардой на небо как вечное напоминание Морготу о могуществе Валар и их неминуемом возмездии. Также это созвездие известно как Корона Дурина, его отражение даже днём можно увидеть в озере Келед-Зарам у Восточных врат Мории, а его стилизованное изображение («семь звёзд») располагалось на Западных вратах Казад-Дума. Соответствует астеризму Ковш в созвездии Большая Медведица.
- Вильварин — «Бабочка», соответствует созвездию Кассиопея
- Менельмакар — «Небесный меченосец» на квенья, также известно как Менельвагор (на синдарине) или Телумехтар, соответствует нашему созвездию Орион
- Реммират — «Звёздная сеть», соответствует звёздному скоплению, известному как Плеяды
- Соронумэ — «Орёл» (созвездие Орёл)
- Телумендиль — «Любимец небес», соответствует созвездию Телец
- Боргиль — «Раскалённая звезда», возможно — Альдебаран или Бетельгейзе
- Морвинион — «Проблеск в ночи», соответствует звезде Арктур
- Хэллуин — «Ледяная», соответствует звезде Сириус

## Планеты
Планеты совершают путь по нижним слоям Ильмена.
- Элеммире — «Звёздный камень», соответствует планете Меркурий[1]
- Эарендиль — «Взыскующий моря», соответствует планете Венера
  - Эарендиль был потомком Туора и Идриль, отправился просить помощи у Валар в войне с Морготом. В награду за смелость Валар оставили ему Сильмарилл и поместили вместе с кораблём Вингилотэ на небо.
- Имбар (кв. Imbar) — фактически, название планеты Земля в мире Средиземья[1]
- Луна — аналог Луны, естественный спутник Имбара[1]
- Карниль — «Алая», соответствует планете Марс[1]
- Алкаринквэ (англ. Alquarinque) — в переводе с квенья «славная» или «чудесная», соответствует планете Юпитер[1]
- Лумбар — «Приют теней», соответствует планете Сатурн[1]
- Ненар — «Водная», возможно — Нептун.[1]
- Луйниль — «Небесно-голубая», возможно — Уран[1]